# Juan Martín Cabezalero

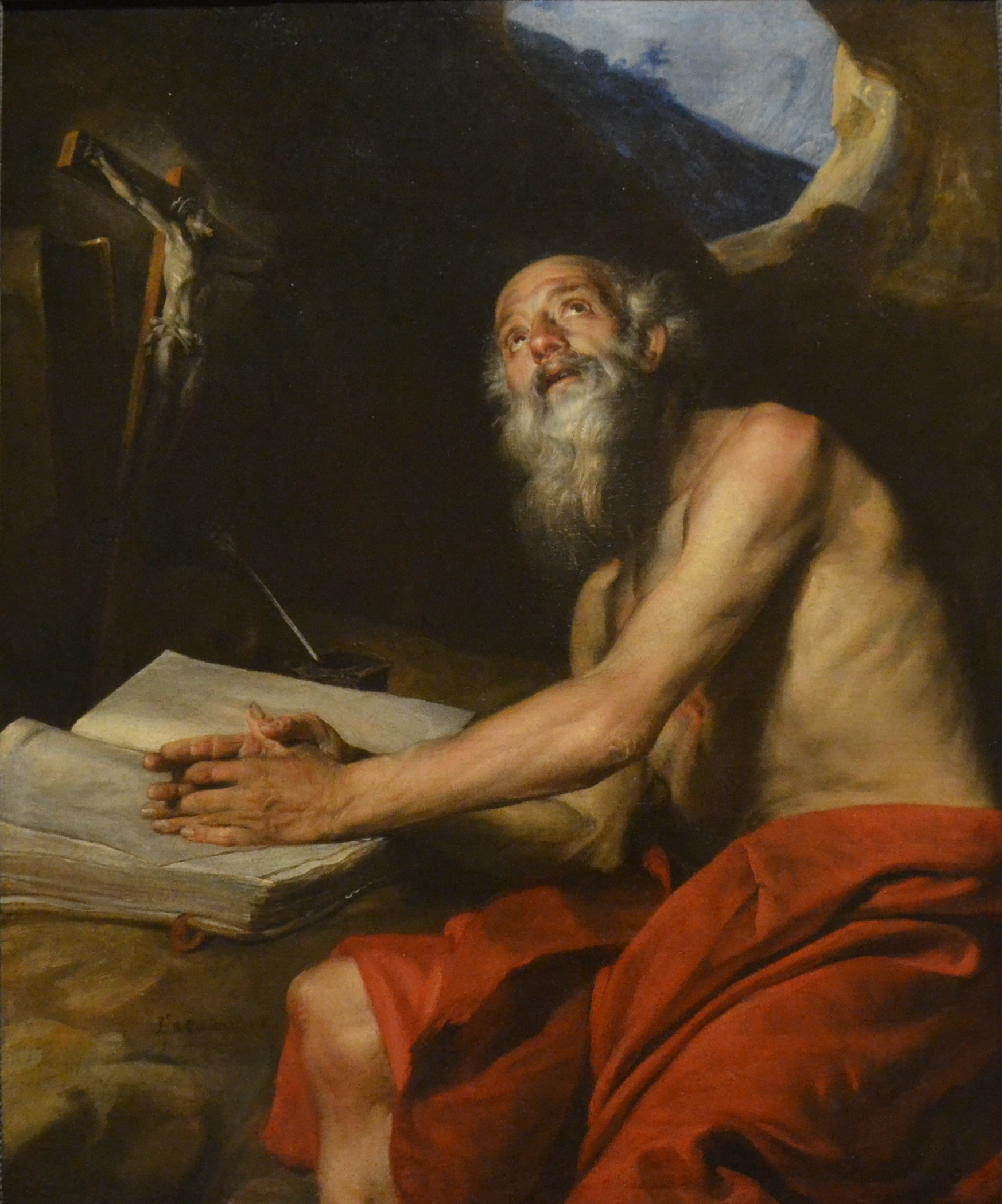
Sfântul Ieronim

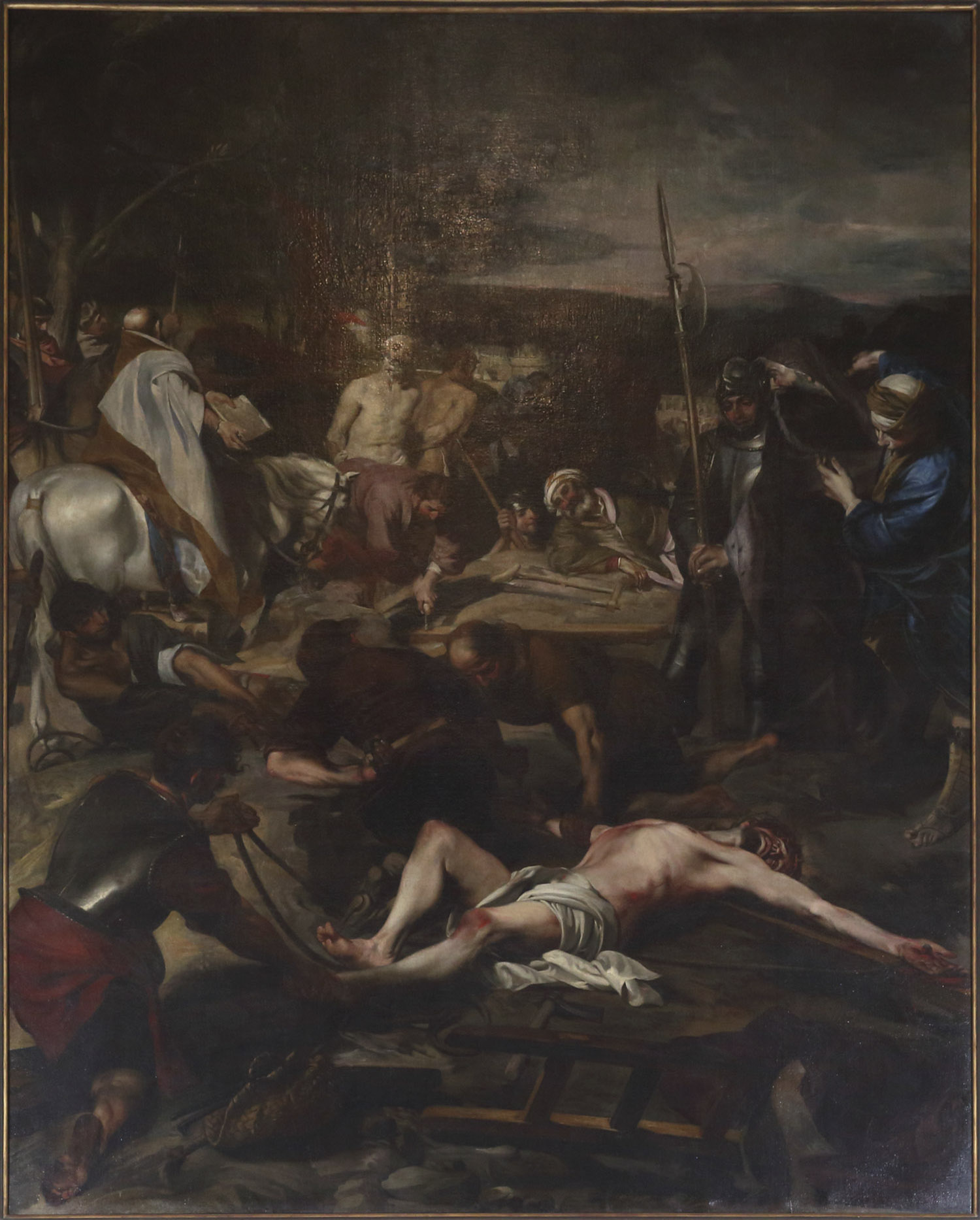
Răstignirea

Juan Martín Cabezalero (n. 1633, Almadén, Castilia-La Mancha, Spania – d. 1673, Madrid, Madrid⁠(d), Spania) a fost un pictor spaniol baroc.

## Viața și opera
Relatările anterioare indică anul nașterii lui ca fiind 1633, dar documentele de botez indică anul 1645. La un moment dat, familia sa s-a mutat la Madrid, unde s-a pregătit cu Juan Carreño de Miranda⁠(d). Prima sa lucrare semnată datează din 1666; o reprezentare a Sfântului Ieronim, aflată acum la Muzeul Meadows din Dallas, care arată influența lui Anthony van Dyck.
În 1667, el a primit o comandă de a crea patru pânze mari despre Patimile lui Hristos pentru capela Hristosului durerilor al Ordinului al III-lea al Sfântului Francisc, pentru care ar fi fost plătit cu 1.550 de reali fiecare. Ele au fost finalizate în anul următor și constituie singurul set complet de lucrări pe care se știe că le-a produs. Acestea arată influența artei flamande. Șase lucrări mai mici din sacristie i-au fost atribuite de istoricul de artă, Antonio Palomino⁠(d), dar acest lucru a fost pus la îndoială. De asemenea, a realizat trei pânze în colaborare cu José Jiménez Donoso⁠(d). Este probabil să fi pictat și unele fresce, deși niciuna nu a supraviețuit. O pictură în ulei a Rusaliilor este păstrată la Abația din Santo Domingo de Silos.
Ultimele documente referitoare la viața sa sunt o evaluare a colecției sale de artă și un testament, pe care nu l-a putut semna el însuși. Moșia sa a fost dată mamei sale, Isabel, care i-a supraviețuit zece ani și, conform dorinței sale, a fost înmormântat la Biserica Sf. Sebastian, Madrid. Cauza morții este necunoscută.